# Future Man
Future Man ist eine US-amerikanische parodistische Science-Fiction-Fernsehserie, die seit 14. November 2017 auf der Internetplattform Hulu erstausgestrahlt wird. In Deutschland ist die Serie seit 14. Dezember 2018 auf Prime Video zu sehen. Im April 2019 wurde die Serie um eine dritte und letzte Staffel verlängert.
Die Serie erzählt von den Abenteuern eines Hausmeisters und passionierten Gamers, der zusammen mit den beiden Hauptfiguren aus seinem letzten Spiel in einer realen Challenge die Menschheit vor der Auslöschung retten soll. Das Trio begibt sich auf Zeitreisen in die Vergangenheit, um so die Zukunft zu retten. Die Hauptrollen spielen Josh Hutcherson, Eliza Coupe und Derek Wilson. An der Produktion beteiligt ist die Produktionsfirma Point Grey Pictures von Seth Rogen und Evan Goldberg, die u. a. auch die Serien Preacher und The Boys entwickelt haben.

## Handlung
Josh Futturman arbeitet als Hausmeister für ein Forschungslabor, in dem sexuell übertragbare Krankheiten untersucht werden. Er wohnt noch bei seinen Eltern, wo er sich am liebsten mit dem Computerspiel The Biotic Wars die Zeit vertreibt. Als er eines Tages den letzten Level dieses Spieles beendet, stehen plötzlich Tiger und Wolf in seinem Zimmer, die zwei Hauptfiguren aus dem Spiel, als er sich gerade in einer kompromittierenden Situation befindet. Sie sagen ihm, dass es nun an ihm ist, die Welt zu retten.

## Besetzung und Synchronisation

### Hauptdarsteller
| Rolle           | Schauspieler      | Hauptrolle (Folgen) | Nebenrolle (Folgen)          | Synchronsprecher |
| --------------- | ----------------- | ------------------- | ---------------------------- | ---------------- |
| Josh Futturman  | Josh Hutcherson   | 1.01–3.08           |                              | Ricardo Richter  |
| Tiger           | Eliza Coupe       | 1.01–3.08           |                              | Shandra Schadt   |
| Wolf            | Derek Wilson      | 1.01–3.08           |                              | Tobias Kluckert  |
| Gabe Futturman  | Ed Begley Jr.     | 1.01–1.13           |                              | Bodo Wolf        |
| Diane Futturman | Glenne Headly     | 1.01–1.13           |                              | Michele Sterr    |
| Dr. Stu Camillo | Haley Joel Osment | 2.01–2.13           | 1.01, 1.03, 1.05, 1.08, 1.12 | Benjamin Krause  |

### Nebendarsteller
| Rolle                        | Schauspieler            | Nebenrolle (Folgen)                      | Synchronsprecher |
| ---------------------------- | ----------------------- | ---------------------------------------- | ---------------- |
| Jeri Elizabeth Lang          | Britt Lower             | 1.01, 1.03, 1.05, 1.06, 2.07             | Laura Maire      |
| Carl                         | Jason Scott Jenkins     | 1.01, 1.03, 1.04, 1.12, 1.13             |                  |
| Dr. Elias Kronish            | Keith David             | 1.01, 1.03, 1.05, 1.08, 1.13             | Thomas Albus     |
| Paul                         | Paul Scheer             | 1.01, 1.04, 1.12, 2.01                   |                  |
| Vincent Skarsgaard (jung)    | Patrick Carlyle         | 1.01, 1.02                               | Jan Langer       |
| Detective Vincent Skarsgaard | Robert Craighead        | 1.04, 1.05, 1.08, 1.11–2.01              |                  |
| Detective Richards           | Greg Bryan              | 1.04, 1.08                               |                  |
| Blaze                        | Kevin Caliber           | 1.09, 1.11, 1.12, 2.12, 3.08             |                  |
| Dr. Mina Ahmadi              | Artemis Pebdani         | 2.02, 2.04, 2.06, 2.09, 2.11             |                  |
| Jimmy McGurgan               | Tim Johnson Jr.         | 2.02, 2.07, 2.11, 2.12                   |                  |
| Hatchet                      | Shaun J. Brown          | 2.03, 2.04, 2.06, 2.07, 2.09, 2.11, 2.12 | Johannes Raspe   |
| Level                        | Jade Catta-Preta        | 2.03, 2.04, 2.06, 2.07, 2.09, 2.11, 2.12 |                  |
| Lathe                        | Timothy Hornor          | 2.03, 2.04, 2.06, 2.07, 2.09, 2.11, 2.12 |                  |
| Thimble                      | Sara Amini              | 2.03, 2.04, 2.06, 2.07, 2.09, 2.11, 2.12 | Tatjana Pokorny  |
| Pump                         | Ricky Mabe              | 2.03, 2.04, 2.06, 2.09, 2.11             |                  |
| Susan                        | Seth Rogen              | 2.13–3.02, 3.04, 3.08                    | Tobias Kluckert  |
| Mathers                      | Kimberly Hebert Gregory | 3.02, 3.04, 3.05, 3.08                   |                  |
| Big Time                     | Laurent Pitre           | 3.05–3.08                                |                  |

## Entstehungsgeschichte
Zum Start der New York Comic Con Anfang Oktober 2017 veröffentlichte der Streamingdienst Hulu den ersten Trailer zu Future Man.
Die 13 Folgen der ersten Staffel wurden seit dem 14. November 2017 erstmals auf der Internetplattform Hulu gezeigt. In Deutschland ist die erste Staffel seit 14. Dezember 2018 auf Prime Video zu sehen. Im Januar 2018 wurde eine zweite Staffel – bestehend aus 13 Folgen – bestellt, die seit dem 11. Januar 2019 ausgestrahlt wird. Im April 2019 wurde die Serie um eine dritte und letzte Staffel aus acht Folgen verlängert.

## Episodenliste

### Staffel 1
| Nr. | Deutscher Titel               | Originaltitel               | Erstausstrahlung | Regie                      | Drehbuch                                                                                                   |
| --- | ----------------------------- | --------------------------- | ---------------- | -------------------------- | --- |
| 1   | Der Erlöser                   | Pilot                       | 14.11.2017       | Seth Rogen & Evan Goldberg | Geschichte von : Howard Overman and Kyle Hunter & Ariel Shaffir Drehbuch von : Kyle Hunter & Ariel Shaffir |
| 2   | Die Mondlandung               | Herpe: Fully Loaded         | 14.11.2017       | Seth Rogen & Evan Goldberg | Kyle Hunter & Ariel Shaffir                                                                                |
| 3   | Die Zeitwelle                 | A Riphole In Time           | 14.11.2017       | Seth Rogen & Evan Goldberg | Henry Alonso Myers                                                                                         |
| 4   | Treibstoffmangel              | A Fuel's Errand             | 14.11.2017       | Anton Cropper              | Dan Mirk                                                                                                   |
| 5   | Süße Gerechtigkeit            | Justice Desserts            | 14.11.2017       | Anton Cropper              | Melody Derloshon                                                                                           |
| 6   | Die sanfte Tour               | A Blowjob Before Dying      | 14.11.2017       | Nisha Ganatra              | Ben Karlin                                                                                                 |
| 7   | Mund zu Mund                  | Pandora's Mailbox           | 14.11.2017       | Brandon Trost              | Jessica Conrad                                                                                             |
| 8   | Ein Kampf um jeden Zentimeter | Girth, Wind & Fire          | 14.11.2017       | Nisha Ganatra              | Matthew Bass & Theodore Bressman                                                                           |
| 9   | Eine verhängnisvolle Misere   | Operation: Fatal Attraction | 14.11.2017       | Michael Weaver             | Geschichte von : Dan Mirk & Henry Alonso Myers Drehbuch von: Dan Mirk                                      |
| 10  | Ich liebe die 80er!           | Operation: Natal Attraction | 14.11.2017       | Michael Weaver             | Geschichte von : Dan Mirk & Henry Alonso Myers Drehbuch von: Dan Mirk                                      |
| 11  | Jenseits der Trüffelkuppel    | Beyond the TruffleDome      | 14.11.2017       | Wendy Stanzer              | Kyle Hunter & Ariel Shaffir                                                                                |
| 12  | Auftakt zur Apokalypse        | Prelude to an Apocalypse    | 14.11.2017       | Michael Dowse              | Ben Karlin                                                                                                 |
| 13  | Himmelfahrtskommando          | A Date with Destiny         | 14.11.2017       | Michael Dowse              | Geschichte von :Kyle Hunter & Ariel Shaffir Drehbuch von: Ben Karlin & Nora Winslow                        |

### Staffel 2
| Nr. | Deutscher Titel                     | Originaltitel                     | Erstausstrahlung | Regie             | Drehbuch                                 |
| --- | ----------------------------------- | --------------------------------- | ---------------- | ----------------- | ---------------------------------------- |
| 1   | Der „Spitzen-Kreis“                 | Countdown to a Prologue           | 11.1.2019        | Johnathan Watson  | Dan Mirk                                 |
| 2   | Hundert Jahre Krieg                 | The i of the Tiger                | 11.1.2019        | Michael Weaver    | Kyle Hunter & Ariel Shaffir              |
| 3   | Gruppensaat                         | A Wolf in the Torque House        | 11.1.2019        | Michael Weaver    | Ben Karlin                               |
| 4   | Die Ketten der Freiheit             | Guess Who's Coming to Lunch       | 11.1.2019        | Craig Zisk        | Jane Becker                              |
| 5   | J1.: Tag der Abrechnung             | J1: Judgment Day                  | 11.1.2019        | Johnathan Watson  | Joel Church-Cooper                       |
| 6   | Das Binx Ultimatum                  | The Binx Ultimatum                | 11.1.2019        | Craig Zisk        | Nora Winslow                             |
| 7   | Glühwürmchenblut                    | Homicide: Life in the Mons        | 11.1.2019        | Kevin Bray        | Allison Kiessling                        |
| 8   | Ein Katzen-Taco zum Mitnehmen       | The Last Horchata                 | 11.1.2019        | Tamra Davis       | Dan Mirk                                 |
| 9   | Die Ballade von Pup-E Q. Barkington | The Ballad of PUP-E Q. Barkington | 11.1.2019        | Kevin Bray        | Joel Church-Cooper                       |
| 10  | DADtrix: Reloaded                   | Exes and OS                       | 11.1.2019        | Tamra Davis       | Jane Becker & Nora Winslow               |
| 11  | Dia de Los Robots                   | Dia de Los Robots                 | 11.1.2019        | Millicent Shelton | Ben Karlin, Kyle Hunter, & Ariel Shaffir |
| 12  | Jump & Run                          | The Brain Job                     | 11.1.2019        | Millicent Shelton | Ben Karlin, Kyle Hunter, & Ariel Shaffir |
| 13  | Ultra-Max                           | Ultra-Max                         | 11.1.2019        | Wendey Stenzler   | Ben Karlin, Kyle Hunter, & Ariel Shaffir |

### Staffel 3
| Nr. | Deutscher Titel                          | Originaltitel                        | Erstausstrahlung | Regie           | Drehbuch                         |
| --- | ---------------------------------------- | ------------------------------------ | ---------------- | --------------- | -------------------------------- |
| 1   | Abgrund des Gestern                      | The Precipice of Yesterday           | 03.04.2020       | Jonathan Watson | Kyle Hunter & Ben Karlin         |
| 2   | Es werde Borscht                         | There Will Be Borscht                | 03.04.2020       | Jonathan Watson | Kyle Hunter                      |
| 3   | Die Freuden des Fallenstellers           | Trapper's Delight                    | 03.04.2020       | Jonathan Watson | Joel Church-Cooper & Kyle Hunter |
| 4   | Der Gesetzlose Wild Sam Bladden          | The Outlaw Wild Sam Bladden          | 03.04.2020       | Jonathan Watson | Kyle Hunter & Howard Overman     |
| 5   | Die Zuflucht ist echt                    | Haven Is for Real                    | 03.04.2020       | Alexander Buono | Kyle Hunter                      |
| 6   | In einem Land nach unserer Zeit          | The Land After Time                  | 03.04.2020       | Alexander Buono | Jasmine Chiong & Kyle Hunter     |
| 7   | Zeitfresser III: Flucht aus der Ewigkeit | Time Rogues III: Escape from Forever | 03.04.2020       | Alexander Buono | Kyle Hunter                      |
| 8   | Rückkehr der Gegenwart                   | Return of the Present                | 03.04.2020       | Jonathan Watson | Kyle Hunter                      |

## Rezeption
Die erste Staffel der Serie wurde von 82 Prozent der Kritiker bei Rotten Tomatoes positiv bewertet, vom Publikum von 89 Prozent.
„Es ist manchmal pubertär, manchmal ordinär, oftmals alles zusammen. Aber es ist eben nie dumm“, beschreibt Nilz Bokelberg die Serie auf Radio Eins: „Zum ersten Mal seit Zurück in die Zukunft werden hier Zeitreise-Szenarien durchgespielt und -gedacht, dass es eine wahre Freude ist. Und zwar so, dass die auch alle auf erschreckende Art und Weise Sinn ergeben. Das kann man nur leicht übersehen, weil über dem allen so ein Seth Rogen-Humor liegt, der die Serie auch mitproduziert hat. Es erinnert also an so Filme wie This is the End oder Superbad.“